# Bukówko
Bukówko [buˈkufkɔ] (tiếng Đức: Neu Buckow)  là một ngôi làng thuộc quận hành chính của Gmina Tychowo, thuộc quận Białogard, West Pomeranian Voivodeship, ở phía tây bắc Ba Lan. Nó nằm khoảng 8 kilômét (5 mi) phía tây bắc Tychowo, 14 km (9 mi) về phía đông Białogard và 124 km (77 mi) về phía đông bắc của thủ đô khu vực Szczecin.
Ngôi làng có dân số 320 người.